# Elli Tringou

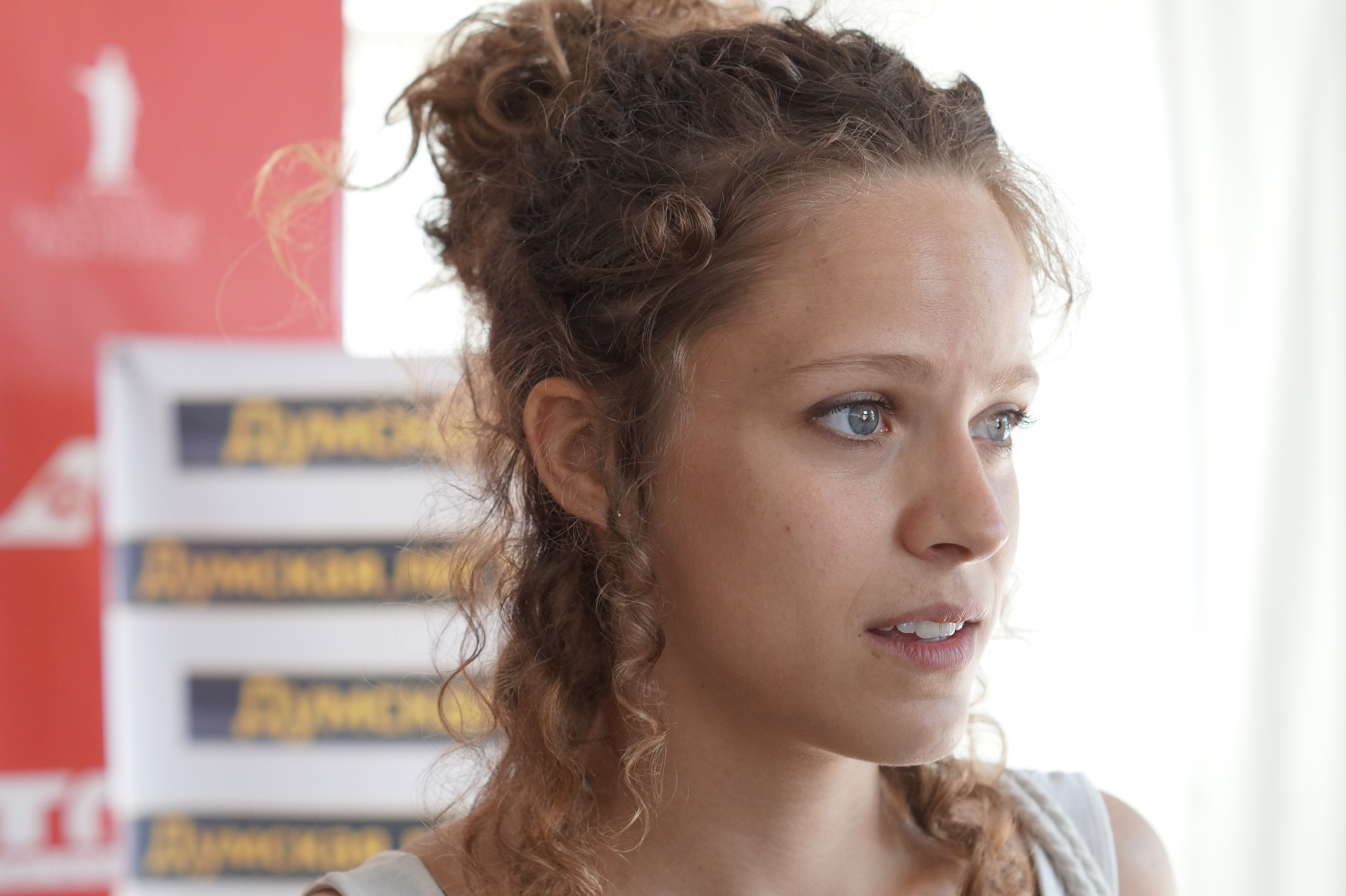
Elli Tringou auf dem 7. Internationalen Filmfestival Odessa (2016)

Elli Tringou (auch Elli Triggou; griechisch Έλλη Τρίγγου; * 1989 in Patras, Griechenland) ist eine griechische Schauspielerin.

## Leben und Wirken
Elli Tringou wurde in Patras geboren, ging nach der Trennung ihrer Eltern im Alter von zwei Jahren nach Athen und wuchs in der Vorstadtgemeinde Vyronas auf. Später kehrte sie wieder nach Patras zurück. Sie entschied sich dazu, Schauspielerin zu werden und besuchte die Theaterschule.
2016 erhielt sie ihre erste Rolle in dem Film Nacktbaden – Manche bräunen, andere brennen (Suntan) von Argyris Papadimitropoulos mit Makis Papadimitriou.
2018 spielte sie in der im Auftrag des ZDF produzierten Webserie Just Push Abuba die WG-Mitbewohnerin Lucia.

## Auszeichnungen
- 2017: Iris Award der Griechischen Filmakademie für die beste Nebenrolle in Suntan[3]

## Filmografie
- 2016: Nacktbaden – Manche bräunen, andere brennen (Suntan) (als Elli Triggou)
- 2016: Twist (Kurzfilm)[4]
- 2017: Apó tin archí (Από την αρχή)
- 2017: Gynékes pou perásate apó do (Γυναίκες που περάσατε από δω)
- 2018: Entschuldigung, ich suche den Tischtennisraum und meine Freundin (Excuse Me, I’m Looking for the Ping-pong Room and My Girlfriend) (Kurzfilm)
- 2018: Just Push Abuba (Fernsehserie)
- 2018: Die Durrells auf Korfu (Fernsehserie, 7 Folgen)
- 2019–2022: Wildbienen (Άγριες Μέλισσες) (Fernsehserie, 420 Folgen)
- 2020: Monday – Die Liebe eines Sommers
- 2020: Motorway 65 (Kurzfilm)
- 2023: Blue Sunday (Kurzfilm)
- 2023: Guest Star
- 2023–2024: The Witch (Η μάγισσα) (Fernsehserie, 73 Folgen)